# Cratere Gagra
Gagra  è un cratere sulla superficie di Marte.